# Pitești 600
Pitești 600 este un film românesc din 1988 regizat de Șerban Marinescu.